# 亞歷山大·布隆尼亞爾
亞歷山大·布隆尼亞爾（法語：Alexandre Brongniart，1770年2月5日—1847年10月7日）是一位法國化學家、礦物學家及動物學家，曾和喬治·居維葉合作。是建築學家亞歷山大-西奧多·布隆尼亞爾之子，植物學家阿道夫-西奧多·布隆尼亞爾之父。
他生長於巴黎，曾是國立巴黎高等礦業學校教員，1800年被任命為重建的塞夫尔国家制造厂廠長。并創立了塞佛陶瓷博物馆，他在此位置上一直待了47年。
布隆尼亞爾引入了爬行動物的新分類法，寫過數篇關於礦物學及陶瓷藝術的論文，曾研究過三葉蟲並對地層學標記化石做出的一定的貢獻。
1823年被選為瑞典皇家科學院院士。